# カンフー・パンダシリーズ
カンフー・パンダは、ドリームワークス・アニメーションによるメディア・フランチャイズ。

## 映画シリーズ
劇場公開作品は第6作まで予定されている。

### カンフー・パンダ（2008年）
『カンフー・パンダ』（Kung Fu Panda）は、2008年公開のアメリカ映画。また、英国、米国では20分のアニメシリーズになっている。

### カンフー・パンダ2（2011年）
『カンフー・パンダ2』（Kung Fu Panda 2）は、2011年公開のアメリカのCGアニメ映画で、2008年の『カンフー・パンダ』の続編である。前作のマーク・オズボーンとジョン・スティーヴンソンに代わってジェニファー・ユーが監督した。IMAXを含む3Dで上映される。声優は、前作と同じく山口達也が担当している。

### カンフー・パンダ3（2016年）
『カンフー・パンダ3』（Kung Fu Panda 3）は、2016年公開のアメリカのCGアニメ映画で、2011年の『カンフー・パンダ2』の続編である。
日本では2015年12月に予告編が公開され、同時に2016年公開と告知されたが、後に劇場公開が見送られることになり、2016年8月19日から大手映像ストリーミング配信事業会社のNetflixで独占配信されることになった。Blu-ray・DVDは、2017年8月26日に発売された。
また、海外で発売されたBlu-rayには日本語吹替版の音声が収録されている。しかし、前作まで日本語版声優を務めた山口達也ら芸能人キャストは変更になっている。

### カンフー・パンダ4（2024年）
『カンフー・パンダ4』（Kung Fu Panda 4）は、2024年公開のアメリカのCGアニメ映画で、2011年の『カンフー・パンダ2』の続編である。

## テレビ、配信

### カンフー・パンダ ザ・シリーズ（2011年）
『カンフー・パンダ ザ・シリーズ』（Kung Fu Panda: Legends of Awesomeness）は、アメリカ合衆国のテレビアニメである。現在ニコロデオンで放送されている。世界的大ヒット映画『カンフー・パンダ』のテレビシリーズだが、ストーリーやキャラクター、世界観などに本編と整合性が捕れていない部分も少なくない。

### カンフー・パンダ ～運命の拳～（2018年–2019年）
『カンフー・パンダ ～運命の拳～』（Kung Fu Panda: The Paws of Destiny）は、2018年11月16日にAmazonプライム・ビデオ向けにリリースされたドリームワークス・アニメーションによって制作されたアメリカのコンピューターアニメーションウェブテレビシリーズ。キャラクターの造形は、先のアニメシリーズよりも本編に近づいている。

## 短編映画

### マスター・ファイブの秘密（2008年)
『マスター・ファイブの秘密』（Secrets of the Furious Five）は、2008年に公開されたCGアニメ『カンフー・パンダ』のスピンオフ作品である。2009年6月26日に日本版DVDがリリースされた。

### カンフーパンダ マスターへの道（2011年）
『カンフーパンダ マスターへの道』（Kung Fu Panda: Secrets of the Masters）は、ドリームワークス・アニメーションの2011年アニメーション短編映画。マスター・サンダリング・ライノ、マスター・ストーミング・オックス、マスター・クロコの台頭の物語だが、3名とも本編とは年齢や出自や性格などが矛盾している。

### カンフー・パンダ ホリデイ（2010年）
『カンフー・パンダ ホリデイ』（Kung Fu Panda Holiday）は、ドリームワークス・アニメーションが制作し、ティム・ジョンソンが監督した、2010年のアメリカのコンピューターアニメーションクリスマステレビスペシャル。

## 登場人物

### メイン
ポー（Po）
声優:ジャック・ブラック、ミック・ウィンガート（アニメ）/ 山口達也（1–2） —> 佐藤せつじ（3）、小松史法（アニメ）
今作の主人公であるジャイアントパンダ。実家はラーメン屋。カンフーおたくと呼べるほどのカンフー好きで、知識はかなりのものだが、実際のカンフーは一度もやったことが無い。ひょんなことでウーグウェイ導師に「竜の戦士」に任命されてしまい、シーフー老師の元で修行をすることに。マスター・ファイブよりずば抜けているのは、ラーメン作りと食い意地。晴れてマスターファイブの一員となったが、小心者でお調子者、食い意地の張った性格なのは相変わらず。だがカンフーに対する情熱は人一倍ある。今回は自らの出生の秘密に関わる事件に巻き込まれることになる。
シーフー老師（Shifu）
声優: ダスティン・ホフマン、フレッド・タタショア（アニメ）/笹野高史 —> 樋浦勉、浦山迅（アニメ）
ウーグウェイ導師の弟子でありポー、マスター・ファイヴ、タイ・ランの師匠のレッサーパンダ。中国全土でも最高のカンフーマスターの1名であり、カンフーの技術はウーグウェイ導師に次ぐ実力者で気の技術も持つ。タイ・ランを愛するあまり心の闇に気づけなかったため、タイ・ランが村を襲った際に止めることができなかった。その後悔の念から、弟子達にはかなり厳しい態度をとるようになる。ポーが「龍の戦士」に選ばれた時は猛反対し追い出そうとしたが、ウーグウェイ導師に諭されてしぶしぶカンフーを教える事となる。当初はウーグウェイ導師の「ただ（ポーを）信じるのです」という遺言の意図も理解できなかったが、後にポーの才能を見出してからは、自らの間違いに気付き、ウーグウェイ導師の言葉の真意を理解した事で、ポーが修行にうち込める様に工夫を凝らしながら、熱心にポーにカンフーを伝授していく。
「Shifu」自体は「老師」を指す言葉であり、日本語の表記では意味的に二重になっている。

#### マスター・ファイブ（Furious Five）
ポーを助けたサポート主人公たちする。中国で最も熟練した戦士である自分たちは中国武術の5つの動物の南部スタイル: 「鶴」、「毒蛇」、「猿」、「蟷螂」と「虎」。当初は自分たちはポーを龍の戦士として却下だが、彼の勇敢と粘り強さを尊重するために成長する。
『カンフー・パンダ 〜運命の拳〜』で登場ない。
マスター・タイガー（Master Tigress）
声優: アンジェリーナ・ジョリー、カリ・ウォールグレン（アニメ）/木村佳乃 —> 本田貴子、藏合紗恵子（アニメ）
マスターファイブの一人で、一番「龍の戦士」に近いといわれるメスの虎。パワーもスピードも精神も一流で自分に厳しいストイックな拳士。はじめはポーを信じられず、いろいろ厳しく接し、ポーにタイ・ランの過去も話した。タイ・ランが谷に近づいてきたとき真っ先にそれを他のマスターたちと共に阻止しに向かった。
マスター・ツル（Master Crane）
声優: デヴィッド・クロス、アミール・タライ（アニメ）/真殿光昭、高坂宙（アニメ）
マスターファイブの一人で、彼がみんなのまとめ役の鶴。オスではあるが、何故か母性を感じさせるところがある。優雅に空を舞うだけでなく、翼で攻撃を受け流す。
アニメシリーズでは心配性の母をもっていて、カンフーはこっそり習ったとされている。
マスター・モンキー（Master Monkey）
声優: ジャッキー・チェン、ジェームズ・シー（アニメ）/石丸博也、後藤光祐（アニメ）
マスターファイブの一人の猿で、身軽さと敏捷性では右に出るものはいない。五人のマスターの中では唯一武器を使用するシーンがある。陽気でかかわり易く、ポーをいろいろからかうのが趣味。
マスター・カマキリ（Master Mantis）
声優: セス・ローゲン、マックス・コック（アニメ）/桐本琢也、野沢聡（アニメ）
マスターファイブの一人で、体が一番小さい蟷螂。しかしパワーもスピードも体のどこに宿っているのかと思うほど大きなもの。鍼師としての技術も一流。
しかし、アニメシリーズでは体の小ささを気にしているエピソードがある。
マスター・ヘビ（Master Viper）
声優: ルーシー・リュー、ジェシカ・ディ・シコ（アニメ）/めぐみ —> 朴璐美、鷄冠井美智子（アニメ）
マスターファイブの一人で、親切なメスの毒蛇（毒牙が生まれつき無い）。変幻自在に動いて避けるだけでなく、己の体そのもので鞭のような打撃や敵自身の拳を操って敵に自身を殴らせることも出来る。また、子供時代にはリボンダンスの技術とリボンを活かして強敵を倒している。

### 脇役
ミスター・ピン（Mister Ping）
声優: ジェームズ・ホン/ 龍田直樹、細谷カズヨシ（アニメ）
ポーの父親で、ラーメン屋の店主。しかしなぜかガチョウである（その理由は『2』において明かされる事となる）。ポーが店を継いでくれることを期待している。彼が作る「秘密の材料スープ」でいつも店は大賑わいとなる。
ウーグウェイ導師（Master Oogway）
声優: ランダル・ダク・キム/富田耕生
カンフーの始祖にしてシーフー老師の師匠のゾウガメ。500年前にはカイと共に軍隊を率いていた。冷静沈着で、常に敬語で話す。「平和の谷」の実質的な指導者でもある。かつて暴れまわったタイ・ランを、秘孔を突いて倒すほど、圧倒的な実力者。弟子であるシーフー老師やマスターファイブとは対照的に、ポーの素質を最初から見抜き、彼を龍の戦士に指名する。ポーの悩みを聞き入れ、考えを前向きに変えさせたり、ポーが龍の戦士である事を認めようとしないシーフー老師に「この世に偶然は無いのです」と言って諭すなど、この物語においてかなり重要な役割を果たす。

### 敵
タイ・ラン（Tai Lung）
声優: イアン・マクシェーン/ 中尾彬
敵役のユキヒョウで、名前は「大きな龍」を意味する。背が高く細身で、金色の菖蒲のある黄色い目、口の底から突き出た2本の歯、口髭のような形をした髭も生やした筋肉質の体が特徴。プライドが高く傲慢かつ極めて激しい性格。元々はシーフー老師に拾われた捨て子だった。小さい頃に遊びで人形と戯れているところをシーフー老師が見つけ、カンフーの才能を感じる。
その後、本格的な特訓を受けるとその才能が開花。着々と力をつけていった。だが、ウーグウェイ導師に心の闇を見透かされ、「龍の戦士」になれなかった。その事に怒り狂ったタイ・ランは村を襲い、強引に「龍の巻物」を奪おうとしたが、ウーグウェイ導師に秘孔を突かれて敗れた。
それから二十年もの間チョーゴン刑務所に収監されていたが、「龍の戦士」が決まった事を知り、警備を強行突破して再び村を襲う。二十年のブランクをものともしない技でマスターファイブを退け、シーフー老師をも圧倒、最終的にポーと対決する。しかし、激闘の末魂ごと「魂の王国」へと送られる形で倒された。
後にカイによって捕縛されたことが判明する。
シェン大老（Lord Shen）
声優: ゲイリー・オールドマン/ 藤原啓治
敵役のクジャク。王族である一族が花火の技術に秀でており、それを利用して火器を作った。ポーの出生に深く関わっている。最後は倒れてきた大砲に押し潰されて死亡。
ウルフ隊長（Wolf Leader）
声優: ダニー・マクブライド/ 森川智之
敵役のオオカミ。シェン大老の部下であり、オオカミの親衛隊のリーダー。悪者だが仲間思い。
カイ（Kai）
声優: J・K・シモンズ/石井康嗣
敵役のウシ（映画公開前はヤクと設定されていた）。「中国全土最高の武将 (Supreme Warlord of All China)」、「翡翠の殺戮者 (Jade Slayer)」、「痛みのマスター (Master of Pain)」、「復讐の獣 (Beast of Vengence)」、「未亡人の制作者 (Maker of Widows)」などの称号を持つ、中国史上最強の戦士の1名。ウーグウェイの義兄弟であり、500年前は共に大軍を率いて一緒に戦った。
ある日、ウーグウェイは敵軍による待ち伏せでひどく負傷し、友人を何日も連れて助けを求め、秘密のパンダ村に到着した。パンダ達が怪我をした友人を癒すために「気」の技術を使ったのを見て、気の知識と技術を学んだ。しかし、他者に気を「恵む」事を重んじたウーグウェイとは真逆に力に飢え、他者から「奪う」ことに傾倒してしまい、技術を開発してついにはパンダ達に恩を仇で返した。これによりウーグウェイと敵対し、激しい戦いの末に「魂の王国」に追放・封印された。
しかし、ウーグウェイは、自分はいつの日かこの世に戻り、すべてのカンフーマスター達から気を集めようとすることを知っており、これを防ぐために、「竜の戦士」だけが気の真のマスターになりカイを止めることを予告した。秘密のパンダ村を、住民全員の気を奪うため襲撃したが、「ゾンビスイ」軍団を解き放っても準備していたポー、タイガー、ピン、住民達に反撃された。
しかし、ポーの切り札だった「ウーシーの指固め」は「魂の戦士」相手には機能しなかったため、ポーは抱き込んだまま自分自身に指固めをかけ、「魂の王国」に強制的に連れ戻した。激怒したに、ポーは気を奪われてゾンビスイにされかけるが、家族や仲間の気に救われたポーが竜の形状の気を纒い応戦し、圧倒した末に敢えて気をカイに供給し、喜んで気を受けたがオーバーロードして爆死した。